# Jessica Lee Rose

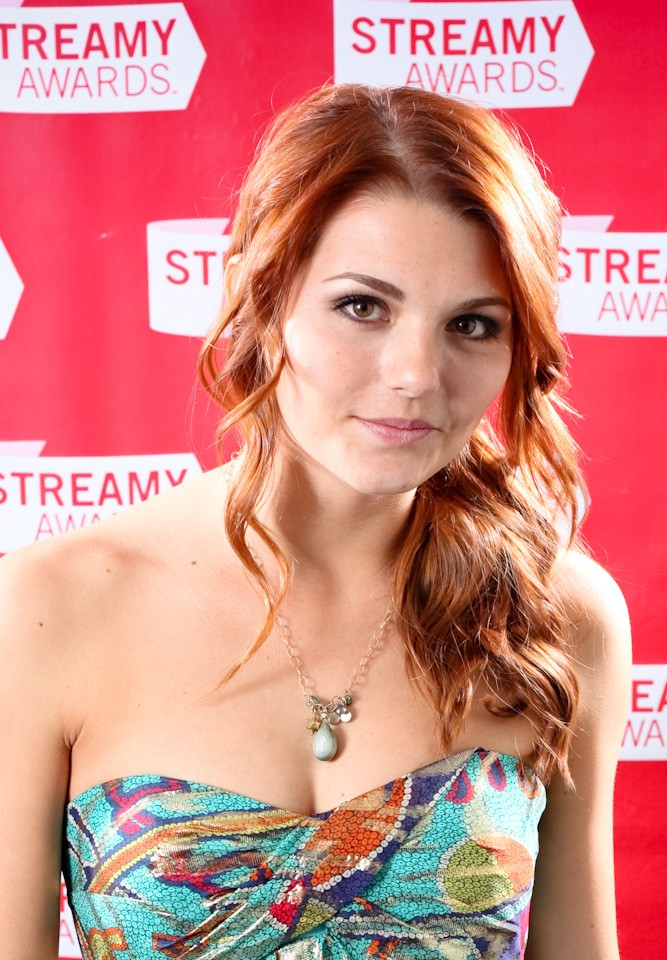
Jessica Lee Rose bei den Streamy Awards 2009

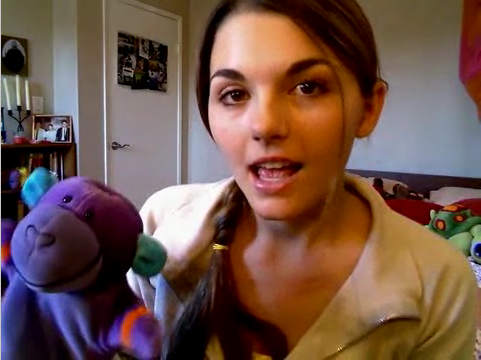
Rose in ihrer Rolle als Bree in lonelygirl15 (2006)

Jessica Lee Rose (* 26. April 1987 in Salisbury, Maryland) ist eine US-amerikanisch-neuseeländische Schauspielerin und Vloggerin.

## Leben
Rose zog ins neuseeländische Mount Maunganui in der Region Bay of Plenty, als sie acht war. Von 2000 bis 2003 besuchte sie das Mount Maunganui College. Danach besuchte sie eine Schauspielklasse im Studio 111 in Auckland. Im Januar 2004 zog sie nach Auckland und studierte an der Academy of Film and Television Make Up. Nachdem sich Roses Eltern trennten, kehrte sie im Mai 2005 nach Salisbury zurück, um bei ihrem Vater zu leben. Rose schrieb sich dann in der New York Film Academy in den Universal Studios in Universal City, Kalifornien, ein. Nach ihrem Schulabschluss im April 2006 lebte Rose in Los Angeles.

### Karriere
Auf der Suche nach Schauspieljobs fand sie einen Eintrag für ein Independentfilm-Projekt namens The Children of Anchor Cove auf der Internetplattform Craigslist. Sie sprach für die Hauptrolle vor und erhielt die Rolle der Bree. Rose unterzeichnete eine Geheimhaltungsvereinbarung und ihr wurde gesagt, dass das Projekt in einer Reihe von Videos über das Internet rund um die Welt veröffentlicht werde. Die Idee bescherte ihr zunächst Unbehagen, da sie Angst hatte, das Projekt würde auf Pornografie hinauslaufen. Da dem aber nicht so war, entschied sie sich zur Teilnahme. Obwohl sie anfangs nicht dafür honoriert wurde, erhielten sie und ihr Co-Star Yousef Abu Taleb ihre Gehälter, als lonelygirl15 zu einem Erfolg wurde. So gab Rose schließlich im Sommer 2006 ihr Hauptrollen-Debüt in lonelygirl15. Sie spielte die Rolle der Bree, einer 16-jährigen Jugendlichen, die Hausunterricht in Anspruch nimmt und unter ihrem Pseudonym lonelygirl15 in vielen Videoclip-Blogs auf YouTube erscheint. Die Videos, die echt erscheinen und lonelygirl15 als eine reale Person darstellen, die sich ursprünglich mit den typischen Teenager-Ängsten befasse, werden schon bald, nach Einführung einer bizarren Geschichte rund um geheime okkulte Praktiken innerhalb ihrer Familie, in den Hintergrund gerückt. Die Serie wurde sofort ein Hit und der Kanal der meistabonnierte auf YouTube. Jedoch konnte nicht eindeutig bewiesen werden, ob die Videos tatsächlich der Wahrheit entsprechen oder nur einen fiktionellen Werbegag darstellen würden. Einer Untersuchung der Los Angeles Times zufolge sind die Videos ein Werk der Fiktion. Trotzdem entstand im September 2006 ein Medienansturm, in dem Rose und die Macher von lonelygirl15 große internationale Aufmerksamkeit erlangten und von verschiedenen Magazinen und Fernsehsendungen interviewt wurden. Im Oktober 2006 wählten die Vereinten Nationen Rose über ihren Charakter Bree aus, um sie an einer Kampagne gegen Armut zu beteiligen. 2007 gewann Rose einen Webby für die Rolle der Bree.
Im November 2008 schloss sich Rose mit ihrer Freundin und Kollegin Taryn Southern zusammen und gründete das Web-Produktionsunternehmen Webutantes, um eine frauenbezogene Comedy-Webserie zu produzieren. Das Projekt stellten beide gemeinsam bei den Streamy Awards 2009 vor.

## Filmografie (Auswahl)
- 2006–2016: Lonelygirl15 (Webvideoserie, 151 Episoden)
- 2007: Ich weiß, wer mich getötet hat (I Know Who Killed Me)
- 2007–2011: Greek (Fernsehserie, 12 Episoden)
- 2008: Sorority Forever (Fernsehserie, 39 Episoden)
- 2008: Hooking Up (Fernsehserie, 10 Episoden)
- 2009: The Crew (Fernsehserie, 2 Episoden)
- 2009: Die Geisterstadt (Ghost Town) (Fernsehfilm)
- 2009–2011: Poor Paul (Fernsehserie, 8 Episoden)
- 2010: The Webventures of Justin & Alden (Fernsehserie, Episode 1x03)
- 2010: BlackBoxTV (Fernsehserie, Episode 1x07)
- 2010–2011: The Temp Life (Fernsehserie, 3 Episoden)
- 2013: Game Over (Fernsehserie, Episode 1x04)
- 2014: Boozy Mom (Fernsehserie, Episode 1x05)
- 2013: Casting Couch